# Ragazze che sognano (film 1930)
Ragazze che sognano (Our Blushing Brides) è un film del 1930 diretto da Harry Beaumont.

## Trama
Jerry, Connie e Franky sono tre ragazze che lavorano ai grandi magazzini come commesse e modelle. Vivono in un appartamentino povero, disgustate dalla miseria che le circonda. Tutte e tre aspirano a una vita migliore e cercano di trovare la strada per conquistare un destino migliore. Connie incomincia una relazione con il figlio più giovane del proprietario dei magazzini, David. Ma la storia finisce e lui la lascia. La ragazza si suicida.
Neppure la seconda si comporta saggiamente: accetta di sposare Marty, un truffatore senza rendersi conto di tutti i problemi che dovrà affrontare in futuro. Alla fine, sarà aiutata da Jerry a ritornare a casa, alla fattoria della madre.
La terza, Jerry, è la più sensibile tra le tre ragazze: corteggiata da Tony, il fratello maggiore di David, ha rifiutato di diventarne l'amante. È l'unica che resta delle tre piccole indiane che si erano proposte di conquistare la grande città. Rimasta sola, pensa che la virtù sarà la sua sola ricompensa, ma Tony cambia idea e torna da lei, dichiarandole il suo amore.

## Produzione
Il film fu prodotto dalla MGM sull'onda del successo di Sally, Irene and Mary basato sulle storie parallele di tre ragazze. All'interno del film, il regista Beaumont girò una lunga sequenza su una sfilata di moda, per accontentare il pubblico femminile cui si rivolgeva la pellicola.

## Distribuzione
Distribuito dalla MGM

### Date di uscita
- USA	19 luglio 1930
- Finlandia	14 settembre 1931
- Danimarca	6 giugno 1932

Venne distribuito con diversi titoli:
- Our Blushing Brides	- USA (titolo originale)
- Anypomones kardies	- Grecia
- Novias ruborosas	- Spagna
- Ragazze che sognano	- Italia

## Colonna sonora
The Wedding March  (1843)
da Sogno di una notte di mezza estate, Op.61"
- Scritto da Felix Mendelssohn Bartholdy
- Eseguito durante i titoli di apertura e di chiusura

Puttin' on the Ritz  (1929)
- Scritta da Irving Berlin
- Viene suonata su disco nell'appartamento delle ragazze

None But the Lonely Heart (Nur Wer die Sehnsucht Kennt) (1880)
- Scritto da Pëtr Il'ič Čajkovskij
- Suonata in sottofondo quando David lascia Connie

Fashion Ballet
- Composto da Dimitri Tiomkin (non accreditato)

Mars Ballet
- Composto da Dimitri Tiomkin (non accreditato)